# Phil Foden
Philip Walter Foden (Stockport, 28. svibnja 2000.) engleski je nogometaš koji igra na poziciji veznog. Trenutačno igra za Manchester City.

## Klupska karijera

### Manchester City
S četiri godine postao je član akademije Manchester Cityja.

#### Sezona 2017./18.
Za City je debitirao 21. studenog 2017. u utakmici UEFA Lige prvake 2017./18. protiv Feyenoorda koji je poražen s minimalnih 1:0. Tada je zamijenio Yayu Touréa u 75. minuti. Tada je bio star 17 godina i 177 dana te je postao četvrti najmlađi Englez s nastupom u Ligi prvaka. Dana 6. prosinca 2017. kada je City izgubio u Ligi prvaka od Šahtar Donjecka 1:2, Foden je bio star 17 godina i 192 dana te je oborio rekord Josha McEachrana za najmlađeg Engleza u početnom sastavu neke utakmice Lige prvake. U Premier ligi debitirao je 16. prosinca u utakmici protiv Tottenham Hotspura zamijenivši İlkaya Gündoğana u 83. minuti. Tada je Manchester City pobijedio 4:1. Dana 25. veljače 2018. Foden je zamijenio Sergija Agüera u finalu Lige kupa odigranog protiv Arsenala koji je izgubio 3:0. Idućeg mjeseca na utakmici protiv Basela koji je poražen 4:0, Foden, tada star 17 godina i 283 dana, oborio je rekord Kierana Richardsona za najmlađeg Engleza s nastupom u nokaut fazi Lige prvake. Dana 13. svibnja Foden je postao najmlađi igrač koji je osvojio medalju za osvajanje Premier lige.

#### Sezona 2018./19.
Foden je bio član početnog sastava Cityja u utakmici FA Community Shielda odigrane 5. kolovoza 2018. protiv Chelseaja te je također asistirao Sergiju Agüeru za gol. Manchester City je dobio Chelsea 2:0. Dana 25. rujna 2018. u utakmici treće runde Lige kupa protiv Oxford Uniteda koja je završila 3:0, Foden je asistirao Riyadu Mahrezu te je kasnije zabio svoj prvi gol za klub. Svoj prvi gol u Ligi prvaka zabio je 12. veljače 2019. Schalkeu kada je City pobijedio s visokih 7:0. Foden, tada star 18 godina i 288 dana, tim je golom postao najmlađi strijelac Cityja u Ligi prvaka te najmlađi engleski strijelac u nokaut fazi tog natjecanja. Početkom idućeg mjeseca Foden je odigrao svoju prvu ligašku utakmicu od prve minute i to protiv Cardiff Cityja kojeg je Manchester City dobio 2:0. Time je postao najmlađi Englez od Daniela Sturridgea 2008. s nastupom u Premier ligi od prve minute utakmice. Svoj prvi ligaški gol zabio je Tottenham Hotspuru koji je 20. travnja izgbuio 1:0. Time je postao treći najmlađi ligaški strijelac Cityja, iza Micaha Richardsa i Daniela Sturridgea. S klubom je te sezone osvojio sva domaća natjecanja.

#### Sezona 2019./20.
S Cityjem je 4. kolovoza osvojio FA Community Shield zabivši odlučujući penal Liverpoolu za 5:4 na penale. Svoj prvi gol u sezoni zabio je zagrebačkom Dinamu u utakmici grupne faze UEFA Lige prvake 2019./20. odigrane 1. kolovoza 2019. Tada je Dinamo Zagreb izgubio 2:0. Tijekom grupne faze te sezone Lige prvaka, Foden je stvorio šest velikih šansi što je za jednu manje od Lionela Messija koji je stvorio najviše velikih šansi u grupnoj fazi. Dana 1. ožujka 2020. Foden je s Cityjem pobijedio Aston Villu 2:1 u finalu Lige kupa. Također je imenovan najboljim igračem utakmice te je stoga osvojio Trofej „Alan Hardaker” koji se dodjeljuje igraču utakmice finala FA kupa. Dobivši ovu nagradu ujedno je postao i njen najmlađi dobitnik.

#### Sezona 2020./21.
Dana 25. travnja 2021. s Cityjem je pobijedio Tottenham 1:0 u finalu Lige kupa. Dana 12. svibnja s Cityjem je osvojio Premier ligu 2020./21. Foden je igrao u finalnoj utakmici UEFA Lige prvaka 2020./21. u kojoj je Chelsea pobijedio City s minimalnih 1:0. To je bilo prve finale Lige prvaka u kojem je igrao City. Na kraju sezone Foden je imenovan članom momčadi sezone za UEFA Ligu prvaka 2020./21. te za nagrade PFA Igrač godine i PFA Mladi igrač godine.

#### Sezona 2021./22.
Postigao je gol i dvije asistencije 21. rujna 2021. u utakmici Engleskog liga kupa u kojoj je Manchester City pobijedio Wycombe Wanderers 6:1. Dana 24. listopada protiv Brightona je u ligi postigao dva gola te još asistirao Riyadu Mahrezu u utakmici koja je završila 4:0. Te je sezone Foden postigao 14 golova, uključujući 9 ligaških. Osvojio je nagrade PFA Igrač godine i PFA Mladi igrač godine.

#### Sezona 2022./23.
Foden je 2. listopada 2022. u ligi postigao svoj prvi hat-trick i to protiv gradskog rivala Manchester Uniteda koji je izgubio 6:3. Dvanaest dana kasnije Foden je produljio svoj ugovor s Manchester Cityjem na još tri godine.

## Reprezentativna karijera
Tijekom svoje omladinske karijere igrao je za sve uzraste Engleske od 15 do 21 godine, osim onog do 20 godina. 
Foden je zabio u finalu Europskog prvenstva do 17 godina održanog 2017. u Hrvatskoj. Englesku je u finalu tog natjecanja pobijedila Španjolska 4:2 na penale.
Zabio je dva put u finalu Svjetskog prvenstva do 17 godina održanog iste godine u Indiji. U tom je finalu Engleska pobijedila Španjolsku 5:2. Foden je imenovan najboljim igračem turnira.
Za A selekciju Engleske debitirao je 5. rujna 2020. u utakmici protiv Islanda kojeg je Engleska dobila s minimalnih 1:0. Istoj je reprezentaciji zabio svoja prva dva gola za A selekciju i to 18. studenog iste godine. Bio je član engleske momčadi koja je osvojila srebro na Europskom prvenstvu 2020. te je bio član momčadi natjecanja tog Europskog prvenstva. Bio je dio engleske momčadi na Svjetskom prvenstvu 2022.

## Priznanja

### Individualna
- Član momčadi natjecanja Europskog prvenstva do 17 godina: 2017.[37]
- Zlatna lopta Svjetskog prvenstva do 17 godina: 2017.[38]
- BBC-jeva mlada sportska ličnost godine: 2017.[39]
- Trofej „Alan Hardaker”: 2020.[40]
- Član momčadi sezone UEFA Lige prvaka: 2020./21.[41]
- Igrač godine prema Football Writers' Associationu: 2023./24.[42]
- Mladi igrač sezone Premier lige: 2020./21., 2021./22.[43]
- Mladi igrač godine Engleske: 2020./21., 2021./22.[44]

### Klupska
- Premier liga: 2017./18., 2018./19., 2020./21., 2021./22., 2022./23.[45]
- FA kup: 2018./19.,[46] 2022./23.[43]
- Engleski Liga kup: 2017./18.,[8] 2018./19.,[47] 2019./20.,[48] 2020./21.[49]
- FA Community Shield: 2018.,[11] 2019.[50]
- UEFA Liga prvaka 2022./23.;[51] finalist: 2020./21.[52]
- UEFA Superkup: 2023.[53]
- FIFA Svjetsko klupsko prvenstvo: 2023.[54]

### Reprezentativna
Engleska do 17 godina
- Svjetsko prvenstvo do 17 godina: 2017.[55]
- Europsko prvenstvo do 17 godina (finalist): 2017.[31]

Engleska
- Europsko prvenstvo (finalist): 2020.[56]

## Vanjske poveznice
- Profil, Manchester City
- Profil, Engleski nogometni savez